# Michaił Diełba
Michaił Konstantinowicz Diełba (ros. Михаил Константинович Делба, ur. 1905 we wsi Adziubża w okręgu suchumskim, zm. 1992) – przewodniczący Rady Ministrów Abchaskiej ASRR (1948-1953).

## Życiorys
W 1925 ukończył technikum pedagogiczne w Suchumi, a w 1930 Akademię Wychowania Komunistycznego im. N. Krupskiej, 1930-1937 pracował w organach edukacji i jako wykładowca (w 1935 został docentem), od 1937 do lipca 1938 był ludowym komisarzem oświaty Abchaskiej ASRR. Od 1938 należał do WKP(b), od 13 lipca 1938 do 7 kwietnia 1948 był przewodniczącym Prezydium Rady Najwyższej Abchaskiej ASRR, a od 7 kwietnia 1948 do października 1953 przewodniczącym Rady Ministrów Abchaskiej ASRR, później prowadził pracę naukowo-pedagogiczną i publikował w miejscowej prasie.

## Odznaczenia
- Order Lenina
- Order Czerwonego Sztandaru Pracy
- Order Wojny Ojczyźnianej I klasy